# Sipin Teluk Duren
Sipin Teluk Duren is een bestuurslaag in het regentschap Muaro Jambi van de provincie Jambi, Indonesië. Sipin Teluk Duren telt 1474 inwoners (volkstelling 2010).